# Cannibal Holocaust
Cannibal Holocaust är en italiensk kannibalfilm från 1980, regisserad av Ruggero Deodato. Filmen utspelar sig till största delen i Amazonas regnskog. Den har gått till historien som en av de mest ökända filmerna någonsin och hamnade i juni 2006 på plats 20 i Entertainment Weeklys lista över historiens mest kontroversiella filmer.

## Handling
Ett filmteam försvinner medan de gör en dokumentärfilm om kannibaler i Amazonasdjungeln. En professor ger sig ut på en ny expedition för att finna dem, bara för att hitta deras filmkamera hos en kannibalstam. Förfärad över sitt fynd, flyr han från kannibalerna, men när han kommer hem och ser filmerna från den försvunna expeditionen, upptäcker han att gränsen mellan ont och gott inte alltid är så enkel.

## Om filmen
Upplägget i filmen, att inspelad film från en grupp försvunna människor hittas, tjänade troligen som inspiration till filmen The Blair Witch Project (1999). Cannibal Holocaust är kanske den första filmen som använder berättargreppet found footage, det vill säga filmskaparna låtsas som att deras film utgörs av filmbilder på riktiga händelser utan manus som inte iscensatts av skådespelare (exempel just The Blair Witch Project, vilken populariserade greppet).

### Snuff-film anklagelser
Filmen beslagtogs av italienska myndigheter och Ruggero Deodato arresterades tio dagar efter premiären eftersom man misstänkte att filmen var en snuff-film. Detta var inte alls förvånansvärt eftersom Deodato nämligen hade gjort ett avtal med skådespelarna: de fick inte visa sig för något typ av media inom ett år efter premiären, vilket var uppenbart att man trodde att skådespelarna var saknade. Deodato, som riskerade livstids fängelse, tvingades att visa upp rollbesättningen och avslöja hur vissa specialeffekter arrangerats, inte minst den ökända scenen där en ung infödingskvinna hade pålats på en strand. När man hade bevisat att skådespelarna var vid liv, friades Deodato till slut från mordmisstankarna, men dömdes till fyra månaders villkorlig dom för brott mot Italiens djurskyddslagar, eftersom dödandet av djuren i filmen skedde på riktigt.
Filmen förblev, på grund av djurplågeriet, totalförbjuden i Italien i ytterligare tre år, till 1984, då Deodato till slut lyckades få över rätten på sin sida och få en censurerad version av filmen utgiven.

## Rollista (i urval)
- Robert Kerman - Professor Harold Monroe
- Francesca Ciardi - Faye Daniels
- Perry Pirkanen - Jack Anders
- Luca Barbareschi - Mark Tommaso
- Salvatore Basile - Jacko Losojos
- Ricardo Fuentes - Miguel Lujan
- Gabriel Yorke - Alan Yates